# Henry Brougham, I barone Brougham e Vaux
Henry Peter Brougham, I barone Brougham e Vaux (Cowgate, 19 settembre 1778 – Cannes, 7 maggio 1868), è stato un politico britannico.
Giovane avvocato nella natia Scozia contribuì alla fondazione dell' Edinburgh Review nel 1802 e vi pubblicò vari articoli. Trasferitosi a Londra, fu ammesso all'ordine degli Avvocati nel 1808. Entrò nella camera dei Comuni nel 1810 come deputato whig. Spiccò per la sua spiccata opposizione alla tratta degli schiavi e al restringimento delle relazioni commerciali con l'Europa continentale.
Nel 1820 raggiunse una discreta fama come chief attorney di Carolina di Brunswick e nel successivo decennio fu tra i protagonisti della politica liberale del Parlamento.
Non solo si distinse per le proposte di rinnovamento dell'educazione, ma fu anche uno dei fondatori della Society for the Diffusion of Useful Knowledge nel 1825 e dell'University College of London nel 1828.
Come Lord Chancellor (1830-1834) attuò una serie di riforme per velocizzare i processi e rafforzare l'Old Bailey.
Negli ultimi anni si ritirò a Cannes.

## Biografia

### Gioventù e origini
Nacque a Cowgate, vicino ad Edimburgo, da Henry Brougham, originario di Brougham Hall, ed Eleonora Syme, figlia del reverendo James. La sua fu per secoli una delle più importanti famiglie del Cumberland. Brougham studiò alla Royal High School e poi all'università di Edimburgo, ove studiò principalmente scienze naturali e matematica, ma anche legge.
Pubblicò servendosi della Royal Society diversi articoli sulla luce, sui colori e sul prisma, divenendo fellow della RS nel 1803.
Tuttavia, nel frattempo, Brougham si era specializzato in legge ed era entrato alla facoltà per avvocati nel 1800. Non esercitò molto in Scozia, entrando invece nella Lincoln's Inn (1803).
Cinque anni più tardi entrò nell'ordine. Certamente non benestante, Brougham utilizzò il giornalismo per avere un discreto supporto finanziario. Fondatore della Edinburgh Review, fu il più importante dei contributori, scrivendo articoli su scienza, politica, sfruttamento delle colonie, letteratura, poesia, chirurgia, matematica e arti figurative.
Ai primi del XIX secolo attaccò le ricerche di Thomas Young, che concepiva la luce come un'onda, sostenendo il modello corpuscolare di Isaac Newton.
Successivamente attaccò anche James Maitland Lauderdale e William Herschel. Il grande astronomo aveva ipotizzato una correlazione tra il numero di macchie solari e il prezzo del grano; Brougham la definì una sciocchezza, costringendo Herschel a non pubblicare i suoi lavori.
70 anni dopo William Stanley Jevons scoprì che gli andamenti decennali dei prezzi del grano sono veramente connessi con un ciclo solare di 10-11 anni.

### Carriera politica fino al 1830
Il successo della Edinburgh Review fece di Brougham un uomo di fama. Arrivato a Londra strinse amicizia con Charles Grey e altri leader whig. Nel 1806 il segretario degli Esteri Charles James Fox lo spedì come segretario in una missione diplomatica in Portogallo allo scopo di contrastare un'eventuale invasione francese del Paese.
Negli anni portoghesi divenne un acceso sostenitore dell'abolizionismo. Nel 1810 venne eletto, su raccomandazione del duca di Bedford, deputato per Camelford.
Fin dall'inizio emerse come il miglior oratore in parlamento, delineandosi come figura leader dei whigs. Tuttavia nel 1812, essendosi candidato per Liverpool, fu pesantemente sconfitto.
Nel 1816 fu però rieletto per Winchelsea.

### Difesa di Carolina di Brünswick
Nel 1812 era però diventato avvocato di Carolina di Brunswick, la moglie ripudiata da Giorgio, principe di Galles, il futuro Giorgio IV d'Inghilterra.
Nel 1820 Carolina, che viveva all'estero, lo nominò attorney general. Nello stesso anno Giorgio divenne re e Carolina tornò a Londra. Il monarca avviò subito le procedure per il divorzio.
I Tory presentarono una carta che avrebbe privato Carolina del titolo di regina per adulterio; Brougham difese strenuamente la nobile tedesca, attirando su di sé l'ammirazione popolare.
La carta passò comunque in parlamento, ma solo per nove voti; successivamente fu disconosciuta da Lord Liverpool. Nel 1826 Brougham risultò come uno dei numerosi frequentatori di Harriette Wilson, ma pagò la cortigiana per garantirsi l'anonimato.

### Lord Chancellor

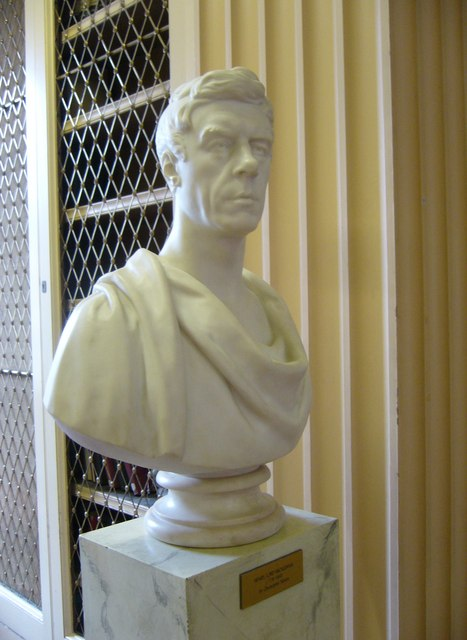
Busto di Henry Brougham alla Playfair Library di Edimburgo.

Brougham rimase parlamentare per Winchelsea fino al febbraio 1830, quando fu rieletto per Knaresborough. Tuttavia rappresentò il distretto solo fino all'agosto di quell'anno, divenendo poi rappresentante dello Yorkshire.
In questo periodo si fece molto più entusiasta la sua politica abolizionista. A novembre i Tory caddero e Charles Grey divenne primo ministro. Grey nominò Brougham Attorney General, ma, al rifiuto di questi, lo fece Lord Chancellor. Il 22 novembre fu creato  I barone Brougham e Vaux di Brougham.
Durante il suo mandato Brougham passò il Reform Act 1832 e lo Slavery Abolition Act 1833. Fu tuttavia considerato un collega inaffidabile ed arrogante, il che gli causò vari contrasti col governo.
Dal 1834 si oppose all'uso di punizioni corporali durante l'educazione scolastica. Nello stesso anno il governo fu riformato da William Lamb, II visconte Melbourne, che confermò il ruolo di Brougham.
Nel novembre 1834 Melbourne cadde e salì al potere, dopo un breve intervallo di governo di Arthur Wellesley, I duca di Wellington, il tory Robert Peel. Costui cadde a sua volta nell'aprile 1835 e Melbourne riprese il potere. In quest'occasione non riconfermò Brougham, che soffriva di una pessima fama.

### Ultimi anni

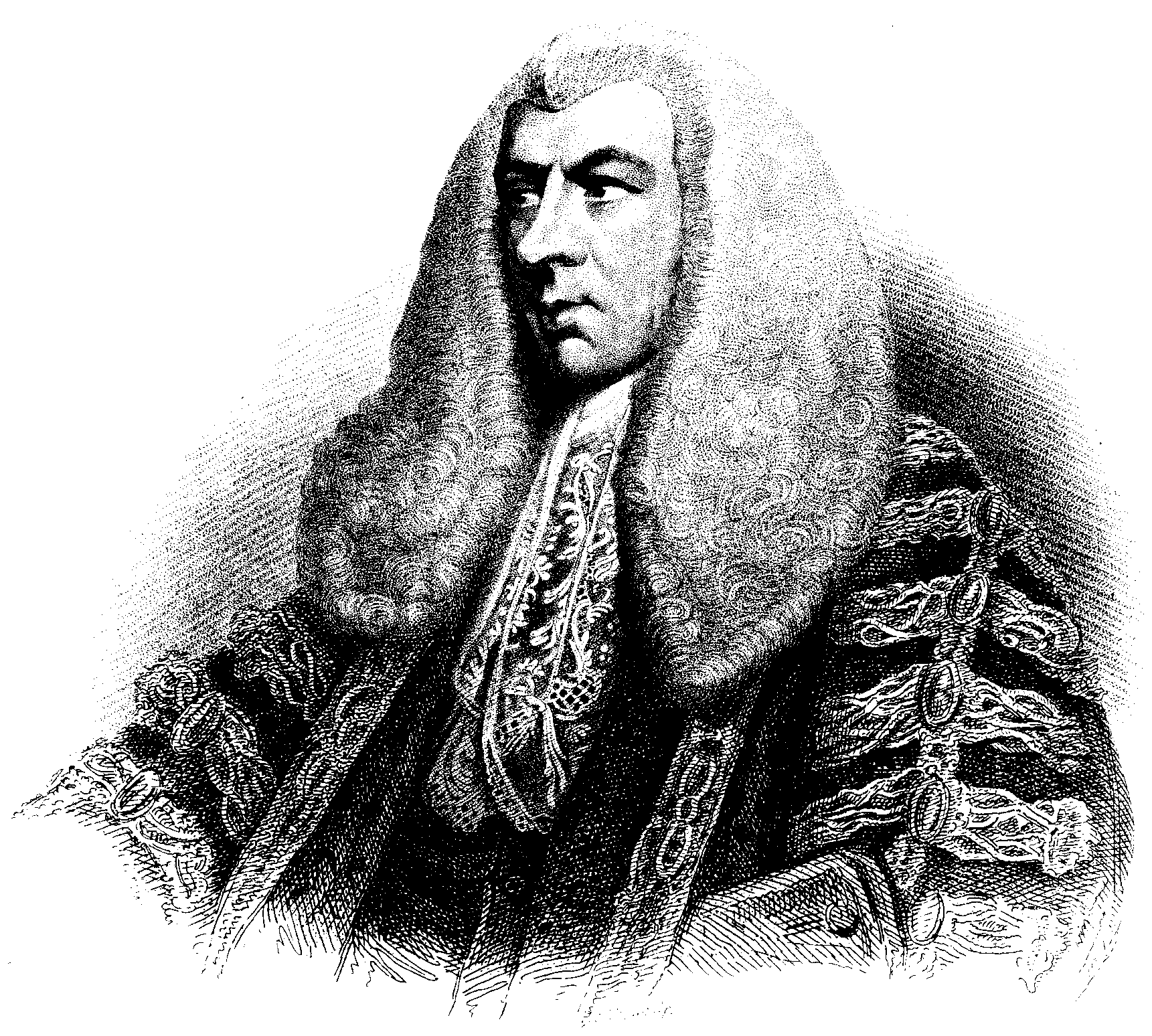
Brougham come Lord Chancellor

Negli anni successivi non fu più richiamato al potere, ma continuò ad aver parte attiva nella politica e a collaborare con la Edinburgh Review, su cui pubblicò gli Schizzi storici degli statisti che fiorirono al tempo di Giorgio III.
Nel 1823 contribuì a fondare la Birkbeck, Università di Londra assieme al Dottor George Birkbeck, al filosofo Jeremy Bentham e al Barone John Cam Hobhouse.
Nel 1834 fu eletto membro straniero dell'Accademia reale svedese delle scienze. Nel 1837 presentò una carta per la riforma dell'educazione.
Nel 1857 fondò la National Association for the Promotion of Social Science, divenendone presidente.
Nel 1860 Vittoria d'Inghilterra gli concesse un secondo baronato, creandolo barone Brougham e Vaux di Brougham e Highhead Castle. Il titolo fu poi ereditato da suo fratello William Brougham, II barone Brougham e Vaux (1795-1886).

## Curiosità
- La sua autobiografia, che scrisse nel 1862, fu pubblicata postuma nel 1871.
- Fu il designer della carrozza Brougham, che da lui prende il nome.
- Nel 1835 fondò un celebre sanatorio a Cannes, dando poi il nome alla Promenade des Anglais.
- Detiene il record di lunghezza di un'orazione alla Camera dei Comuni, poiché parlo senza sosta per sei ore.